# 地球ことば村・世界言語博物館
地球ことば村・世界言語博物館は2003年に設立された日本の特定非営利活動法人（2009年7月末に事務局を東京都目黒区に移転し、本部と統合した）。現在の理事長は井上逸兵（2017年～）。初代理事長は阿部年晴。少数話者言語（或いは「消滅危機言語」、「消滅寸前言語」）の保護やその母語話者の権利の擁護を訴え、また「ことば」にまつわるあらゆる事象に多角的に光を当てる活動を行なっている。